# Kongelige Danske Videnskabernes Selskab

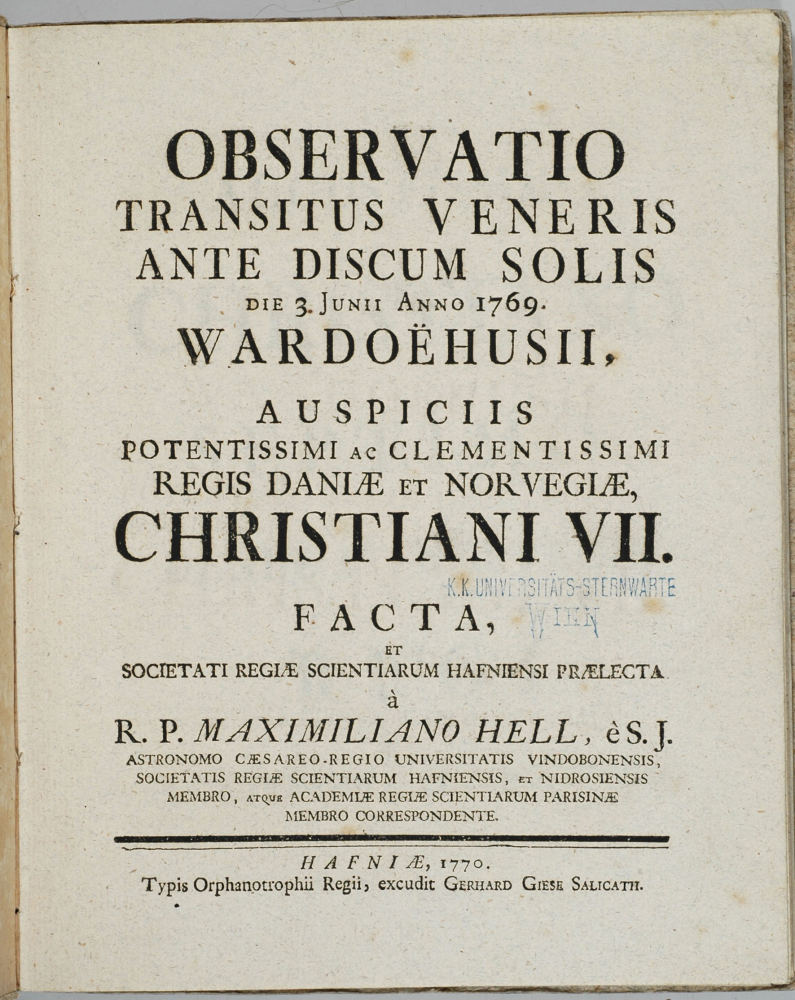
Een publicatie van de Deense Academie van Wetenschappen door Maximilian Hells, Observatio transitus Veneris ante discum Solis ("Waarneming van de passage van Venus voor de zon langs") uit 1770

De Kongelige Danske Videnskabernes Selskab ('Koninklijke Deense Academie van Wetenschappen') is een Deense niet-gouvermentele wetenschappelijke academie, die op 13 november 1742 is gesticht met toestemming van koning Christiaan (VI), als een historisch Collegium Antiquitatum. De stichters waren graaf Johan Ludvig von Holstein, destijds minister van Binnenlandse Zaken, en de hoogleraar geschiedenis Hans Gram. 
Leden van de Academie zijn in bijna alle takken van de wetenschap actief. De academie heeft bijna 250 Deense en 260 buitenlandse leden. Onder de leden bevinden zich wetenschappers als Else Marie Friis, Ib Friis, Ghillean Prance en Peter Raven.